# Asteropetes noctuina
Asteropetes noctuina är en fjärilsart som beskrevs av Butler 1878. Asteropetes noctuina ingår i släktet Asteropetes och familjen nattflyn. Inga underarter finns listade i Catalogue of Life.